# Irma Aguilar
Irma Eugenia Aguilar Morales (Ciudad de México, 13 de julio de 1957) , conocida como Irma Aguilar, es una luchadora profesional mexicana. Su carrera comenzó en 1975, y su última lucha registrada tuvo lugar en 1997.

## Biografía y carrera

### Primeros años
Es hija de Irma González, pionera de la lucha libre profesional femenina en México.

### Trayectoria luchística
Fue la primera poseedora del Campeonato Nacional Femenino en Parejas de México junto a su madre, así como la primera Campeona Femenina del Distrito Federal, y ostentó el Campeonato Mundial Femenino de UWA. También ha ganado varias luchas de apuestas de alto perfil, entre ellas encuentros de cabellera contra cabellera, derrotando a luchadoras como Rossy Moreno, Martha Villalobos, y Lola González, entre otras, con esta estipulación de victoria.

## Campeonatos y logros
- Empresa Mexicana de Lucha Libre
  - Campeonato Femenino del Distrito Federal (1 vez)[4]
  - Campeonato Nacional Femenil de Parejas (1 vez, inaugural) – con Irma González[3][6][7]

- Universal Wrestling Association
  - Campeonato Mundial Feminil de UWA (1 vez)[5]

## Luchas de apuestas
| Ganadora                 | Perdedora                     | Lugar                        | Evento         | Fecha                   | Ref.  |
| ------------------------ | ----------------------------- | ---------------------------- | -------------- | ----------------------- | ----- |
| Irma Aguilar (cabellera) | Rossy Moreno (cabellera)      | Tijuana, Baja California     | Evento en vivo | 4 de noviembre de 1983  | [ 2 ] |
| Irma Aguilar (cabellera) | Rossy Moreno (cabellera)      | Ciudad de México             | Evento de EMLL | 4 de diciembre de 1987  | [ 2 ] |
| Irma Aguilar (cabellera) | Katty Mendoza (cabellera)     | Ciudad de México             | Evento de EMLL | 17 de febrero de 1989   | [ 2 ] |
| Irma Aguilar (cabellera) | Martha Villalobos (cabellera) | Ciudad de México             | Evento de EMLL | 18 de agosto de 1989    | [ 2 ] |
| Irma Aguilar (cabellera) | Lola González (cabellera)     | Ciudad de México             | Evento de EMLL | 18 de agosto de 1989    | [ 2 ] |
| Irma Aguilar (cabellera) | La Indomable (máscara)        | Xochimilco, Ciudad de México | Evento en vivo | 25 de diciembre de 1997 | [ 2 ] |